# STS-7
STS-7は、1983年6月18日に、アメリカ合衆国のNASAによっておこなわれた、スペースシャトルチャレンジャー号による2度目の任務である。この任務で、サリー・ライドがアメリカ人初の女性宇宙飛行士となった。

## ミッションの内容
2つの通信衛星を軌道投入した。

## 乗組員
- ロバート・クリッペン
- フレディリック・ホーク（英語版）
- ジョン・ファビアン（英語版）
- サリー・ライド
- ノーマン・サガード